# Ludwig Adolf Wilhelm von Lützow
Ludwig Adolf Wilhelm von Lützow (født 18. maj 1782 i Berlin, død 6. december 1834 sammesteds) var en preussisk friherre, general og friskarefører. 
Han trådte ind i den preussiske hær 1795 og deltog som løjtnant i slaget ved Auerstädt. I 1807 oprettede han en eskadron i det til forsvar af Kolberg dannede frikorps under Schill. Det følgende år tog han sin afsked som major, men deltog dog 1809 i de af Schill foretagne ekspeditioner. I 1811 optoges han på ny i hæren og dannede 1813 på foranledning af Scharnhorst det kendte Lützowske frikorps, der var bestemt til at optage de ikke preussiske frivillige. Om end korpset ikke fik den ventede tilslutning, nåede det dog en styrke af omtrent 2800 mand fodfolk og 480 ryttere. Dets opgave var at føre "den lille krig" i fjendens ryg. Lützow, der mere var en tapper soldat end organisator, viste sig imidlertid ikke sin opgave voksen, og de til korpset stillede forhåbninger opfyldtes ikke, om end det vedblivende nød stor popularitet. Efter nogle heldige strejftog overfaldtes, efter våbenstilstandens afslutning, dets rytteri, "den sorte skare", ved Kitzen i nærheden af Leipzig af general von Normann og tilintetgjordes næsten fuldstændig. Det lykkedes dog Lützow, skønt såret, at undkomme med nogle ryttere. Uagtet korpset organiseredes på ny efter våbenstilstanden, tabte det dog sin selvstændige karakter. Det underlagdes først grev Wallmoden og udmærkede sig ved Göhrde; senere (1814) var det under kronprinsen af Sverige med i krigen mod Danmark. Efter freden opløstes korpset; dets fodfolk dannede stammen for det 25. infanteriregiment, dets rytteri for det 6. ulanregiment, for hvilket Lützow blev chef. I slaget ved Ligny blev han fangen, men befriedes ved Belle-Alliance. I 1822 forfremmedes han til generalmajor og stilledes 1830 til disposition.